# Clube de Futebol Os Belenenses
|  | No s'ha de confondre amb Os Belenenses Futebol. |

El Clube de Futebol Os Belenenses és un club de futbol del barri de Belém, a la ciutat de Lisboa, a Portugal. Va ser fundat el 23 de setembre de 1919. És per palmarès el tercer club de la capital portuguesa i entre els seus triomfs més destacats cal esmentar una lliga portuguesa l'any 1946, tres campionats de Portugal (predecessors de la lliga) i tres copes de Portugal.
Des de la temporada 2018-19 juga a la quarta categoria de futbol portuguesa mentre que l'escindida societat anònima esportiva Os Belenenses Futebol, de caràcter professional, juga a la Segona Divisió de Portugal però a efectes legals no té relació amb l'entitat històrica. La resta de seccions, incloent l'equip de futbol actualment amateur, conserven tant la història com el patrimoni.

## Història
El Clube de Futebol Os Belenenses va ser fundat el 23 de setembre de 1919 per iniciativa d'Artur José Pereira (1889-1943), antic jugador del Benfica i de l'Sporting de Lisboa, qui estava interessat a crear una nova entitat representativa del barri de Santa Maria de Belém.
Al poc temps de fundar-se es van crear les seccions de rugbi (1928) i bàsquet (anys 1930).
El 1934, Os Belenenses va ser un dels vuit fundadors del Campionat de Lliga Experimental, com a representant de l'Associació de Futbol de Lisboa, que el 1938 donaria pas a la primera divisió. Tot i que els seus rivals ja havien començat a despuntar, el quadre blau es va mantenir fort amb un subcampionat (1936/37), diversos tercers llocs, la Copa de Portugal de 1941/42 i finalment el títol de primera divisió de 1945/46. Durant sis dècades va ser l'únic equip a trencar el domini dels «tres grans» —Benfica, Sporting i Porto— al palmarès de lliga, fins que el Boavista F.C. va obtenir el trofeu el 2000/01.

## Palmarès
- Copa Intertoto (1): 1974/75
- Campionat de Portugal (3): 1926/27, 1928/29, 1932/33
- Lliga de Portugal (1): 1945/46
- Copa de Portugal (3): 1941/42, 1959/60, 1988/89
- Lliga de Segona Divisió (2): 1983/84, 2012/13
- Campionat de Lisboa de futbol (6): 1925/26; 1928/29; 1929/30; 1930/31; 1943/44; 1945/46
- Taça de Honra da Associação de Futebol de Lisboa (6)